# Estádio Nacional de Singapura
O Estádio Nacional de Singapura é um estádio multi-esportivo localizado em Kallang, em Singapura. Teve sua inauguração datada de 30 de junho de 2014, substituindo o antigo Estádio Nacional, que foi aberto em 2007 e demolido em 2010.
É o único estádio do mundo a abranger um design especial para a prática de futebol, rugby, críquete e eventos de atletismo, além de possuir um teto retráctil. Sua capacidade pode chegar a 55 000 espectadores para uma partida de futebol, sendo reduzida até 50 000 em eventos de outras modalidades.